# Sake, Kongo-Kinshasa
Sake är en ort i Kongo-Kinshasa. Den ligger vid en vik av Kivusjön i provinsen Norra Kivu, i den östra delen av landet, 1 600 km öster om huvudstaden Kinshasa.